# Братя Миладинови (улица във Варна)
„Братя Миладинови“ е улица в град Варна, България, намираща се в квартал Център, район Одесос. В южната и по-стара част на улицата - между булевард „Княз Борис І“ и Морската градина, са съсредоточени много архитектурни паметници.

## История
Улица „Братя Миладинови“ получава това име през 1888 г. и до днес то не е променяно. Започва от булевард „Приморски“ и завършва при улица „Отец Паисий“. Изграждането ѝ започва в началото на ХХ век, когато с княжески указ е приет генералният план за V градски участък. Сведения за тази улица има и от 1891 г., когато на улица под името „Миладиновска“ Михаил Колони поставя основния камък на начално училище. През 1900 г. на ъгъла с ул. Войнишка предприемачът Георги Ноев притежава парцел от 660 кв.м., на който са построени фурна, бакалия и жилища.

## Oбекти
Източна страна
- ОУ „Васил Априлов“

Западна страна
- Кметство Одесос
- ВТГ „Георги Стойков Раковски“
- ОУ „Св. св. Кирил и Методий“
- Родният дом на Фриц Цвики
- Православен Храм „Света Петка“
- VIII СУЕО „Ал. С. Пушкин“